# 肩环刺盖鱼
肩环刺盖鱼（学名：Pomacanthus annularis），又名环纹刺盖鱼、环纹盖刺鱼、环纹神仙，是鲈形目刺盖鱼科刺盖鱼属的鱼类。

## 分布
本魚分布於印度西太平洋區，包括印度、斯里蘭卡、馬來西亞、泰國、柬埔寨、日本、台灣、中國、越南、菲律賓、印尼、新幾內亞、所羅門群島、馬里亞納群島等海域皆有其蹤跡，一般栖息于珊瑚礁。该物种的模式产地在东南亚。

## 深度
水深1至30公尺。

## 特徵
本魚體略高而呈卵圓形；側扁，吻短稍尖。體黃褐色，由胸鰭基部向後上方斜走至背鰭有5至7條藍色環紋，幼魚體是以藍色鑲以放射狀的白線。背鰭硬棘13枚，軟條20至21枚；臀鰭硬棘3枚，軟條20枚；背鰭與臀鰭軟條部後端截平；腹鰭尖，第一軟條延長，幾達臀鰭；尾鰭鈍圓形。體長可達45公分。

## 生態
本魚分布在有珊瑚礁的海域，通常在洞穴裡成對出現。稚魚停駐於很淺的近海棲息地，在岩石或死珊瑚底部上有短的菌絲藻成長。屬肉食性，以海綿與被囊類為食。

## 經濟利用
是相當受觀迎的觀賞魚，具高經濟價值。